# Fyodor Matyushkin
Fyodor Fyodorovich Matyushkin (em russo:  Федор Федорович Матюшкин,  Estugarda, Ducado de Württemberg, 21 de julho [Calend. juliano: 10 de julho] 1799 — São Petersburgo, Império Russo, 28 de setembro [Calend. juliano: 16 de setembro] 1872) foi um explorador e navegador russo, almirante (1867), e amigo próximo de Aleksandr Pushkin.
Matyushkin fez o curso no Liceu de Tsarskoye Selo em 1817. Voluntário para a Marinha Imperial Russa, participou na viagem à volta do mundo no navio Kamchatka em 1817—1819, sob comando de Vassili Golovnin.
Em 1820—1824, Matyushkin fez parte da expedição ao Ártico de Ferdinand Wrangel (viagem ao mar Siberiano Oriental e mar de Chukchi). Explorou e mapeou a ilha Chetyrekhstolbovoy, o ponto mais meridional das ilhas Medvyezhi, então um grupo de ilhas desconhecido. A seguir a este levantamento, Matyushkin explorou por conta própria uma vasta região de tundra a leste do rio Kolyma e recolheu informação etnográfica.
Em 1825—1827, juntou-se a Ferdinand von Wrangel na sua viagem a bordo do Krotky. Em 1828—1829, Matyushkin combateu na Guerra Russo-Turca de 1828-1829, comandando vários navios militares. Em 1835 serviu na Frota do Mar Negro e entre 1850 e 1851, na Frota do Báltico. A partir de 1852, Matyushkin trabalhou no Departamento da Marinha como almirante. Em 1858, foi nomeado Presidente do Comité Científico Naval. Em 1861, Matyushkin tornou-se membro do Senado Dirigente.